# Eloghosa Osunde
Pour les articles homonymes, voir Osunde.
Eloghosa Osunde est une écrivaine et artiste nigériane, plusieurs fois primée. 
Ses oeuvres évoquent  la politique, la corruption et l'emprise religieuse au Nigeria, mais aussi la  législation homophobe de ce pays et la situation de la communauté homosexuelle.

## Biographie
Elle est  élève de l'atelier d'écriture créative Farafina, de l'atelier Caine Prize et de la New York Film Academy. 
Très vite, ses récits sont publiés  dans des revues littéraires, notamment The Paris Review, Granta, Gulf Coast (en), The Georgia Review (en), Guernica Magazine, Catapult et d'autres revues. 
Une de ses nouvelles, Good Boy, publiée en 2020 par The Paris Review, lui vaut le prix Plimpton 2021 pour la fiction. Elle publie ensuite en 2022 le roman en nouvelles Vagabonds !, salué par la presse américaine, notamment The New York Times, et par la presse anglaise , tel  The Guardian. Puis en 2025, Necessary Fiction, qui reprend et poursuit le récit de Good Boy.
Elle est aussi  bénéficiaire d'une bourse de la Fondation Miles Morland en 2017.

## Principaux ouvrages
- 2020 : Good  Boy, nouvelle publiée par The Paris Review.
- 2021 : After God, Fear Women, nouvelle publiée par The Georgia Review, qui permet à cette revue de recevoir le National Magazine Awards pour la fiction.
- 2022 : Vagabonds !, qui vaut à l’autrice le prix Nommo.
- 2021 : Necessary Fiction.